# Trébas
Trébas is een gemeente in het Franse departement Tarn (regio Occitanie) en telt 367 inwoners (2005). De plaats maakt deel uit van het arrondissement Albi.

## Geografie
De oppervlakte van Trébas bedraagt 5,7 km², de bevolkingsdichtheid is 64,4 inwoners per km².
De onderstaande kaart toont de ligging van Trébas met de belangrijkste infrastructuur en aangrenzende gemeenten.

## Demografie
Onderstaande figuur toont het verloop van het inwonertal (bron: INSEE-tellingen).